# Dex Elmont
Daxenos Richard René Elmont, dit Dex Elmont, né le 10 janvier 1984 à Rotterdam, est un judoka néerlandais évoluant dans la catégorie des moins de 73 kg (poids légers).

## Palmarès
| Année | Compétition           | Lieu           | Résultat | Catégorie      |
| ----- | --------------------- | -------------- | -------- | -------------- |
| 2009  | Championnats d'Europe | Tbilissi       | 2e       | Moins de 73 kg |
| 2010  | Championnats du monde | Tokyo          | 2e       | Moins de 73 kg |
| 2011  | Championnats du monde | Paris          | 2e       | Moins de 73 kg |
| 2012  | Championnats d'Europe | Tcheliabinsk   | 3e       | Moins de 73 kg |
| 2013  | Championnats du monde | Rio de Janeiro | 3e       | Moins de 73 kg |
| 2014  | Championnats d'Europe | Montpellier    | 1er      | Moins de 73 kg |